# Liga Campionilor 2016-2017
Liga Campionilor 2016-17 a fost sezonul cu numărul 62 al turneului european de fotbal organizat de UEFA , iar sezonul 25 ,de când a fost redenumit din Cupa Campionilor Europeni în Liga Campionilor UEFA .
Finala a fost jucată între Juventus și Real Madrid pe Millennium Stadium din Cardiff, Țara Galilor. 
Odată cu câștigarea celui de-al 12-lea trofeu UCL, Real Madrid a devenit prima echipă care a reușit cu succes să-și apere titlul din epoca noului format al ligii.
Real Madrid s-a calificat în calitate de reprezentant UEFA la Campionatul Mondial al Cluburilor FIFA 2017 din Emiratele Arabe Unite și , de asemenea , a câștigat dreptul de a juca împotriva câștigătoarei 2016-17 UEFA Europa League, Manchester United, în Supercupa Europei 2017 .

## Distribuție
Pentru Liga Campionilor UEFA 2016-2017, asociațiilor le sunt alocate locuri conform coeficientului lor UEFA din 2015, care ia în considerare performanțele lor în competițiile europene, între sezoanele 2010-11 și 2014-15. 
În afară de alocarea pe baza coeficienților de țară, asociațiile pot avea echipe suplimentare participante în Liga Campionilor, după cum se menționează mai jos:
Câștigătoarea Europa League are asigurat în sezonul următor în loc in grupe.
| Rang | Asociere       | Coef.  | echipe | notițe |
| ---- | -------------- | ------ | ------ | ------ |
| 1    | Spania         | 99.999 | 4      | +1 ( ) |
| 2    | Anglia         | 80.391 | 4      |        |
| 3    | Germania       | 79.415 | 4      |        |
| 4    | Italia         | 70.510 | 3      |        |
| 5    | Portugalia     | 61.382 | 3      |        |
| 6    | Franța         | 52.416 | 3      |        |
| 7    | Rusia          | 50.498 | 2      |        |
| 8    | Ucraina        | 45.166 | 2      |        |
| 9    | Olanda         | 40.979 | 2      |        |
| 10   | Belgia         | 37.200 | 2      |        |
| 11   | Elveția        | 34,375 | 2      |        |
| 12   | Turcia         | 32.600 | 2      |        |
| 13   | Grecia         | 31.900 | 2      |        |
| 14   | Republica Cehă | 29.125 | 2      |        |
| 15   | România        | 26.299 | 2      |        |
| 16   | Austria        | 25.675 | 1      |        |
| 17   | Croația        | 23.500 | 1      |        |
| 18   | Cipru          | 22.300 | 1      |        |
| 19   | Polonia        | 21.500 | 1      |        |

| Rang | Asociere              | Coef.  | echipe | notițe |
| ---- | --------------------- | ------ | ------ | ------ |
| 20   | Israel                | 21.000 | 1      |        |
| 21   | Bielorusia            | 20.750 | 1      |        |
| 22   | Danemarca             | 19.800 | 1      |        |
| 23   | Scoția                | 17.900 | 1      |        |
| 24   | Suedia                | 17.725 | 1      |        |
| 25   | Bulgaria              | 16.750 | 1      |        |
| 26   | Norvegia              | 14.375 | 1      |        |
| 27   | Serbia                | 13.875 | 1      |        |
| 28   | Slovenia              | 13.625 | 1      |        |
| 29   | Azerbaidjan           | 12.500 | 1      |        |
| 30   | Slovacia              | 11.250 | 1      |        |
| 31   | Ungaria               | 11000  | 1      |        |
| 32   | Kazahstan             | 10.375 | 1      |        |
| 33   | Republica Moldova     | 10.000 | 1      |        |
| 34   | Georgia               | 9.375  | 1      |        |
| 35   | Finlanda              | 8.200  | 1      |        |
| 36   | Islanda               | 8,000  | 1      |        |
| 37   | Bosnia și Herțegovina | 7,500  | 1      |        |

| Rang | Asociere          | Coef. | echipe | notițe |
| ---- | ----------------- | ----- | ------ | ------ |
| 38   | Liechtenstein     | 6,000 | 0      |        |
| 39   | Macedonia         | 5.875 | 1      |        |
| 40   | Republica Irlanda | 5.750 | 1      |        |
| 41   | Muntenegru        | 5.625 | 1      |        |
| 42   | Albania           | 5,375 | 1      |        |
| 43   | Luxemburg         | 5.125 | 1      |        |
| 44   | Irlanda de Nord   | 4,875 | 1      |        |
| 45   | Lituania          | 4,500 | 1      |        |
| 46   | Letonia           | 4.250 | 1      |        |
| 47   | Malta             | 4.208 | 1      |        |
| 48   | Estonia           | 3,500 | 1      |        |
| 49   | Insulele Feroe    | 3,500 | 1      |        |
| 50   | Țara Galilor      | 2.875 | 1      |        |
| 51   | Armenia           | 2.750 | 1      |        |
| 52   | Andora            | 0,833 | 1      |        |
| 53   | San Marino        | 0.499 | 1      |        |
| 54   | Gibraltar         | 0.250 | 1      |        |
| 55   | Kosovo *          | 0.000 | 0      |        |

| Rang | Asociere       | Coef.  | echipe | notițe |
| ---- | -------------- | ------ | ------ | ------ |
| 1    | Spania         | 99.999 | 4      | +1 ( ) |
| 2    | Anglia         | 80.391 | 4      |        |
| 3    | Germania       | 79.415 | 4      |        |
| 4    | Italia         | 70.510 | 3      |        |
| 5    | Portugalia     | 61.382 | 3      |        |
| 6    | Franța         | 52.416 | 3      |        |
| 7    | Rusia          | 50.498 | 2      |        |
| 8    | Ucraina        | 45.166 | 2      |        |
| 9    | Olanda         | 40.979 | 2      |        |
| 10   | Belgia         | 37.200 | 2      |        |
| 11   | Elveția        | 34,375 | 2      |        |
| 12   | Turcia         | 32.600 | 2      |        |
| 13   | Grecia         | 31.900 | 2      |        |
| 14   | Republica Cehă | 29.125 | 2      |        |
| 15   | România        | 26.299 | 2      |        |
| 16   | Austria        | 25.675 | 1      |        |
| 17   | Croația        | 23.500 | 1      |        |
| 18   | Cipru          | 22.300 | 1      |        |
| 19   | Polonia        | 21.500 | 1      |        |

| Rang | Asociere              | Coef.  | echipe | notițe |
| ---- | --------------------- | ------ | ------ | ------ |
| 20   | Israel                | 21.000 | 1      |        |
| 21   | Bielorusia            | 20.750 | 1      |        |
| 22   | Danemarca             | 19.800 | 1      |        |
| 23   | Scoția                | 17.900 | 1      |        |
| 24   | Suedia                | 17.725 | 1      |        |
| 25   | Bulgaria              | 16.750 | 1      |        |
| 26   | Norvegia              | 14.375 | 1      |        |
| 27   | Serbia                | 13.875 | 1      |        |
| 28   | Slovenia              | 13.625 | 1      |        |
| 29   | Azerbaidjan           | 12.500 | 1      |        |
| 30   | Slovacia              | 11.250 | 1      |        |
| 31   | Ungaria               | 11000  | 1      |        |
| 32   | Kazahstan             | 10.375 | 1      |        |
| 33   | Republica Moldova     | 10.000 | 1      |        |
| 34   | Georgia               | 9.375  | 1      |        |
| 35   | Finlanda              | 8.200  | 1      |        |
| 36   | Islanda               | 8,000  | 1      |        |
| 37   | Bosnia și Herțegovina | 7,500  | 1      |        |

| Rang | Asociere          | Coef. | echipe | notițe |
| ---- | ----------------- | ----- | ------ | ------ |
| 38   | Liechtenstein     | 6,000 | 0      |        |
| 39   | Macedonia         | 5.875 | 1      |        |
| 40   | Republica Irlanda | 5.750 | 1      |        |
| 41   | Muntenegru        | 5.625 | 1      |        |
| 42   | Albania           | 5,375 | 1      |        |
| 43   | Luxemburg         | 5.125 | 1      |        |
| 44   | Irlanda de Nord   | 4,875 | 1      |        |
| 45   | Lituania          | 4,500 | 1      |        |
| 46   | Letonia           | 4.250 | 1      |        |
| 47   | Malta             | 4.208 | 1      |        |
| 48   | Estonia           | 3,500 | 1      |        |
| 49   | Insulele Feroe    | 3,500 | 1      |        |
| 50   | Țara Galilor      | 2.875 | 1      |        |
| 51   | Armenia           | 2.750 | 1      |        |
| 52   | Andora            | 0,833 | 1      |        |
| 53   | San Marino        | 0.499 | 1      |        |
| 54   | Gibraltar         | 0.250 | 1      |        |
| 55   | Kosovo *          | 0.000 | 0      |        |

* Kosovo a devenit membru al UEFA , la 3 mai 2016.UEFA a decis că campionii ligii din Kosovo ar putea participa la 2016-17 UEFA Champions League numai dacă aceștia ar putea îndeplini criteriile de autorizare în conformitate cu articolul 15 al UEFA de licențiere a Clubului & finanțare regulamentului Fair Play, care va fi confirmată în urma evaluării făcute de către administrația UEFA în termenul din 31 mai 2016. Cu toate acestea  Feronikeli (campionii 2015-16 Raiffeisen Superliga), au fost respinși de către UEFA, în luna iunie din cauza clubului în lipsa cerințelor de autorizare, și , de asemenea clubul nu a putut oferi un stadion adecvat și UEFA nu le-au permis să joace meciurile lor într-o altă țară.

## Echipele
| Faza grupelor             | Faza grupelor              | Faza grupelor                   | Faza grupelor                       |
| ------------------------- | -------------------------- | ------------------------------- | ----------------------------------- |
| Real Madrid TH ( 2nd )    | Bayern München ( 1 )       | Sporting CP ( 2 )               | Club Brugge ( 1 )                   |
| Barcelona ( 1 )           | Borussia Dortmund ( 2 - )  | Paris Saint-Germain ( 1 )       | Basel ( 1 )                         |
| Atletico Madrid ( 3 )     | Bayer Leverkusen ( 3 )     | Lyon ( 2nd )                    | Beșiktaș ( 1 )                      |
| Leicester City ( 1 )      | Juventus ( 1 )             | CSKA Moscova ( 1 )              | Sevilla (Campioana UEL 2015-16)     |
| Arsenal ( a 2 )           | Napoli ( 2nd )             | Dinamo Kiev ( 1 )               |                                     |
| Tottenham Hotspur ( 3rd ) | Benfica ( 1 )              | PSV Eindhoven ( 1 )             |                                     |
| Runda play-off            |                            |                                 |                                     |
| Route Campionilor         | liga Route                 | liga Route                      | liga Route                          |
|                           | Villarreal ( a 4 )         | Borussia Mönchengladbach ( 4a ) | Porto ( 3rd )                       |
| Manchester City ( 4th )   | Roma ( 3rd )               |                                 |                                     |
| Turul trei preliminar     |                            |                                 |                                     |
| Route Campionilor         | liga Route                 | liga Route                      | liga Route                          |
| Olympiacos ( 1 )          | Monaco ( 3rd )             | Anderlecht ( 2 -a )             | Sparta Praga ( 2nd )                |
| Viktoria Plzeň ( 1 )      | Rostov ( 2 -a )            | Young Boys ( 2nd )              | Steaua București (2nd)              |
| Astra Giurgiu (1st)       | Șahtior Donețk ( 2a )      | Fenerbahce ( 2 -a )             |                                     |
|                           | Ajax ( 2nd )               | PAOK ( 2nd )                    |                                     |
| Turul doi preliminar      |                            |                                 |                                     |
| Red Bull Salzburg ( 1 )   | INA Norrkoping ( 1 )       | Astana ( 1 )                    | Mladost Podgorica ( 1 )             |
| Dinamo Zagreb ( 1 )       | Razgrad Ludogorets ( 1 )   | Sheriff Tiraspol ( 1 )          | Partizani Tirana ( 2nd ) [Nota ALB] |
| APOEL ( 1 )               | Rosenborg ( 1 )            | Tbilisi Dinamo ( 1 )            | F91 Dudelange ( 1 )                 |
| Legia Varșovia ( 1 )      | Steaua Roșie Belgrad ( 1 ) | SJK ( 1 )                       | Crusaders ( 1 )                     |
| Hapoel Be'er Sheva ( 1 )  | Olimpija Ljubljana ( 1 )   | FH ( 1 )                        | Zalgiris Vilnius ( 1 )              |
| Borisov BATE ( 1 )        | Karabah ( 1 )              | Siroki Brijeg ( 1 )             | Liepāja ( 1 )                       |
| Copenhaga ( 1 )           | Trenčín ( 1 )              | Vardar ( 1 )                    |                                     |
| Celtic ( 1 )              | Ferencváros ( 1 )          | Dundalk ( 1 )                   |                                     |
| Primul tur preliminar     |                            |                                 |                                     |
| Valletta ( 1 )            | B36 Tórshavn ( 1 )         | Alashkert ( 1 )                 | Tre Penne ( 1 )                     |
| FC Flora Talinn ( 1 )     | The New Saints ( 1st )     | FC Santa Coloma ( 1 )           | Lincoln Red Imps ( 1 )              |

## Tururi preliminare
În tururile preliminare și runda play-off echipele au fost divizate în capi de serie și outsideri în baza coeficienților UEFA de club pentru 2016 și apoi distribuite prin tragere la sorți în perechi care au de jucat între ele în dublă manșă. Echipele din aceleași asociație nu pot fi puse să joace între ele.

### Primul tur preliminar
| Echipa 1        | Scor gen. | Echipa 2         | Tur | Retur |
| --------------- | --------- | ---------------- | --- | ----- |
| FC Flora Talinn | 2-3       | Lincoln Red Imps | 2-1 | 0-2   |
| The New Saints  | 5-1       | Tre Penne        | 2-1 | 3-0   |
| Valletta        | 2-2 ( a ) | B36 Tórshavn     | 1-0 | 1-2   |
| FC Santa Coloma | 0-3       | Alashkert        | 0-0 | 0-3   |

### Turul doi preliminar
| Echipa 1           | Scor gen. | Echipa 2             | Tur | Retur       |
| ------------------ | --------- | -------------------- | --- | ----------- |
| Qarabağ            | 3–1       | F91 Dudelange        | 2–0 | 1–1         |
| Hapoel Be'er Sheva | 3–2       | Sheriff Tiraspol     | 3–2 | 0–0         |
| Olimpija Ljubljana | 6–6 (a)   | Trenčín              | 3–4 | 3–2         |
| Red Bull Salzburg  | 3–0       | Liepāja              | 1–0 | 2–0         |
| Vardar             | 3–5       | Dinamo Zagreb        | 1–2 | 2–3         |
| The New Saints     | 0–3       | APOEL                | 0–0 | 0–3         |
| Zrinjski Mostar    | 1–3       | Legia Warsaw         | 1–1 | 0–2         |
| Ludogorets Razgrad | 5–0       | Mladost Podgorica    | 2–0 | 3–0         |
| Dinamo Tbilisi     | 3–1       | Alashkert            | 2–0 | 1–1         |
| Žalgiris Vilnius   | 1–2       | Astana               | 0–0 | 1–2         |
| Partizani Tirana   | 2–2 (3–1) | Ferencváros          | 1–1 | 1–1 (d.p.p) |
| BATE Borisov       | 4–2       | SJK                  | 2–0 | 2–2         |
| Valletta           | 2–4       | Steaua Roșie Belgrad | 1–2 | 1–2         |
| Rosenborg          | 5–4       | IFK Norrköping       | 3–1 | 2–3         |
| Dundalk            | 3–3 (a)   | FH                   | 1–1 | 2–2         |
| Lincoln Red Imps   | 1–3       | Celtic               | 1–0 | 0–3         |
| Crusaders          | 0–9       | Copenhaga            | 0–3 | 0–6         |

### Turul trei preliminar
Turul trei preliminar este împărțit în două secțiuni separate: Calea Campioanelor (pentru campioanele naționale) și Calea Ligii (pentru non-campioni). Pierzanții din ambele secțiuni intră în runda play-off a UEFA Europa League 2016-2017.
Tragerea la sorți pentru al treilea tur va avea loc pe 15 iulie 2016. 
Trei echipe intră direct în această rundă, iar alte 17 sunt câștigătoarele din turul doi preliminar.
| Echipa 1             | Scor gen.        | Echipa 2           | Tur              | Retur            |
| Ruta campionilor     | Ruta campionilor | Ruta campionilor   | Ruta campionilor | Ruta campionilor |
| -------------------- | ---------------- | ------------------ | ---------------- | ---------------- |
| Apoel                | 4-2              | Rosenborg          | 1-2              | 3-0              |
| Dinamo Tbilisi       | 0-3              | Dinamo Zagreb      | 0-2              | 0-1              |
| Olympiacos           | 0-1              | Hapoel Be'er Sheva | 0-0              | 0-1              |
| Astana               | 2-3              | Celtic             | 1-1              | 1-2              |
| Trencin              | 0-1              | Legia Varșovia     | 0-1              | 0-0              |
| Viktoria Plzeň       | 1-1              | Qarabag            | 0-0              | 1-1              |
| Astra Giurgiu        | 2-4              | Copenhaga          | 1-0              | 3-1              |
| Dundalk              | 3-1              | Bate Borisov       | 0-1              | 3-0              |
| Steaua Roșie Belgrad | 4-6              | Ludogoreț          | 2-2              | 2-4(d.p.p)       |
| Partizani            | 0-3              | Salzburg           | 0-1              | 0-2              |
| Ruta ligii           |                  |                    |                  |                  |
| Ajax                 | 3-2              | PAOK               | 1-1              | 2-1              |
| Sparta Praga         | 1-3              | Steaua București   | 1-1              | 0-2              |
| Șahtior Donețk       | 2-3              | Young Boys         | 2-0              | 0-3(d.p.p)       |
| Rostov               | 4-2              | Anderlecht         | 2-2              | 2-0              |
| Fenerbahçe           | 3-4              | Monaco             | 2-1              | 1-3              |

### Runda play-off
Runda play-off este împărțită în două secțiuni separate: Calea Campioanelor (pentru campioanele naționale) și Calea Ligii (pentru non-campioane). Echipele pierzante din ambele secțiuni intră în faza grupelor a UEFA Europa League 2016–2017.
Tragerea la sorți pentru runda play-off va avea loc pe 5 august 2016 .
Meciurile din prima manșă se vor juca pe 16 și 17 august, iar cele din manșa secundă pe 23 și 24 august 2015.
| Echipa 1           | Scor gen.       | Echipa 2                 | Tur             | Retur           |                 |
| Champions Route    | Champions Route | Champions Route          | Champions Route | Champions Route | Champions Route |
| ------------------ | --------------- | ------------------------ | --------------- | --------------- | --------------- |
| Ludogorets Razgrad | 4-2             | Viktoria Plzeň           | 2-0             | 2-2             |                 |
| Celtic             | 5-4             | Hapoel Be'er Sheva       | 5-2             | 0-2             |                 |
| Astra              | 2-0             | APOEL                    | 1-0             | 1-0             |                 |
| Dundalk            | 1-3             | Legia Varșovia           | 0-2             | 1-1             |                 |
| Dinamo Zagreb      | 3-2             | Red Bull Salzburg        | 1-1             | 2-1(d.p.p)      |                 |
| League Route       |                 |                          |                 |                 |                 |
| Steaua București   | 0-6             | Manchester City          | 0-5             | 0-1             |                 |
| Porto              | 4-1             | Roma                     | 1-1             | 3-0             |                 |
| Ajax               | 2-5             | Rostov                   | 1-1             | 1-4             |                 |
| Young Boys         | 2-9             | Borussia Mönchengladbach | 1-3             | 1-6             |                 |
| Villarreal         | 1-3             | Monaco                   | 1-2             | 0-1             |                 |

## Faza grupelor

### Grupa A
| Loc | Echipa              | MJ | V | E | Î | GM | GP | DG | Pct | Calificare                     |
| --- | ------------------- | -- | - | - | - | -- | -- | -- | --- | ------------------------------ |
| 1   | Paris Saint-Germain | 5  | 3 | 2 | 0 | 11 | 5  | +6 | 11  | Avansează în faza eliminatorie |
| 2   | Arsenal             | 5  | 3 | 2 | 0 | 14 | 5  | +9 | 11  | Avansează în faza eliminatorie |
| 3   | Ludogorets Razgrad  | 5  | 0 | 2 | 3 | 4  | 13 | −9 | 2   | Trece în Europa League         |
| 4   | Basel               | 5  | 0 | 2 | 3 | 2  | 8  | −6 | 2   |                                |

| Gazdă/Oaspete | PSG | ARS | LUD | BAS |
| ------------- | --- | --- | --- | --- |
| PSG           | —   | 1-1 | 2-2 | 3-0 |
| ARS           | 2-2 | —   | 6-0 | 2-0 |
| LUD           | 1-3 | 2-3 | —   | 0-0 |
| BAS           | 1-2 | 1-4 | 1-1 | —   |

### Grupa B
| Loc | Echipa      | MJ | V | E | Î | GM | GP | DG | Pct | Calificare                     |
| --- | ----------- | -- | - | - | - | -- | -- | -- | --- | ------------------------------ |
| 1   | Napoli      | 5  | 2 | 2 | 1 | 9  | 7  | +2 | 8   | Avansează în faza eliminatorie |
| 2   | Benfica     | 5  | 2 | 2 | 1 | 9  | 8  | +1 | 8   | Avansează în faza eliminatorie |
| 3   | Beșiktaș    | 5  | 1 | 4 | 0 | 9  | 8  | +1 | 7   | Trece în Europa League         |
| 4   | Dynamo Kyiv | 5  | 0 | 2 | 3 | 2  | 6  | −4 | 2   |                                |

| Gazdă/Oaspete | NAP | BEN | BEȘ | DIN |
| ------------- | --- | --- | --- | --- |
| NAP           | —   | 4-2 | 2-3 | 0-0 |
| BEN           | 1-2 | —   | 1-1 | 1-0 |
| BEȘ           | 1-1 | 3-3 | —   | 1-1 |
| DIN           | 1-2 | 0-2 | 6-0 | —   |

### Grupa C
| Loc | Echipa                   | MJ | V | E | Î | GM | GP | DG  | Pct | Calificare                     |
| --- | ------------------------ | -- | - | - | - | -- | -- | --- | --- | ------------------------------ |
| 1   | Barcelona                | 5  | 4 | 0 | 1 | 16 | 4  | +12 | 12  | Avansează în faza eliminatorie |
| 2   | Manchester City          | 5  | 2 | 2 | 1 | 11 | 9  | +2  | 8   | Avansează în faza eliminatorie |
| 3   | Borussia Mönchengladbach | 5  | 1 | 2 | 2 | 5  | 8  | −3  | 5   | Trece în Europa League         |
| 4   | Celtic                   | 5  | 0 | 2 | 3 | 4  | 15 | −11 | 2   |                                |

| Gazdă/Oaspete | BAR | MAN | BOR | CEL |
| ------------- | --- | --- | --- | --- |
| BAR           | —   | 4-0 | 4-0 | 7-0 |
| MAN           | 3-1 | —   | 4-0 | 1-1 |
| BOR           | 1-2 | 1-1 | —   | 1-1 |
| CEL           | 0-2 | 3-3 | 0-2 | —   |

### Grupa D
| Loc | Echipa          | MJ | V | E | Î | GM | GP | DG | Pct | Calificare                     |
| --- | --------------- | -- | - | - | - | -- | -- | -- | --- | ------------------------------ |
| 1   | Atlético Madrid | 5  | 5 | 0 | 0 | 7  | 1  | +6 | 15  | Avansează în faza eliminatorie |
| 2   | Bayern München  | 5  | 3 | 0 | 2 | 13 | 6  | +7 | 9   | Avansează în faza eliminatorie |
| 3   | Rostov          | 5  | 1 | 1 | 3 | 6  | 12 | −6 | 4   | Trece în Europa League         |
| 4   | PSV Eindhoven   | 5  | 0 | 1 | 4 | 4  | 11 | −7 | 1   |                                |

| Gazdă/Oaspete | ATL | BAY | ROS | PSV |
| ------------- | --- | --- | --- | --- |
| ATL           | —   | 1-0 | 2-1 | 2-0 |
| BAY           | 1-0 | —   | 5-0 | 4-1 |
| ROS           | 0-1 | 3-2 | —   | 2-2 |
| PSV           | 0-1 | 1-2 | 0-0 | —   |

### Grupa E
| Loc | Echipa            | MJ | V | E | Î | GM | GP | DG | Pct | Calificare                     |
| --- | ----------------- | -- | - | - | - | -- | -- | -- | --- | ------------------------------ |
| 1   | Monaco            | 5  | 3 | 2 | 0 | 9  | 4  | +5 | 11  | Avansează în faza eliminatorie |
| 2   | Bayer Leverkusen  | 5  | 1 | 4 | 0 | 5  | 4  | +1 | 7   | Avansează în faza eliminatorie |
| 3   | Tottenham Hotspur | 5  | 1 | 1 | 3 | 3  | 5  | −2 | 4   | Trece în Europa League         |
| 4   | ȚSKA Moscova      | 5  | 0 | 3 | 2 | 4  | 8  | −4 | 3   |                                |

| Gazdă/Oaspete | MON | BAY | TOT | CSK |
| ------------- | --- | --- | --- | --- |
| MON           | —   | 1-1 | 2-1 | 3-0 |
| BAY           | 3-0 | —   | 0-0 | 2-2 |
| TOT           | 1-2 | 0-1 | —   | 3-1 |
| CSK           | 1-1 | 1-1 | 0-1 | —   |

### Grupa F
| Loc | Echipa            | MJ | V | E | Î | GM | GP | DG  | Pct | Calificare                     |
| --- | ----------------- | -- | - | - | - | -- | -- | --- | --- | ------------------------------ |
| 1   | Borussia Dortmund | 5  | 4 | 1 | 0 | 19 | 7  | +12 | 13  | Avansează în faza eliminatorie |
| 2   | Real Madrid       | 5  | 3 | 2 | 0 | 14 | 8  | +6  | 11  | Avansează în faza eliminatorie |
| 3   | Sporting CP       | 5  | 1 | 0 | 4 | 5  | 7  | −2  | 3   | Trece în Europa League         |
| 4   | Legia Varșovia    | 5  | 0 | 1 | 4 | 8  | 24 | −16 | 1   |                                |

| Gazdă/Oaspete | DOR | RM  | SCP | LEG |
| ------------- | --- | --- | --- | --- |
| DOR           | —   | 2-2 | 1-0 | 8-4 |
| RM            | 2-2 | —   | 2-1 | 5-1 |
| SCP           | 1-2 | 1-2 | —   | 2-0 |
| LEG           | 0-6 | 3-3 | 1-0 | —   |

### Grupa G
| Loc | Echipa         | MJ | V | E | Î | GM | GP | DG  | Pct | Calificare                     |
| --- | -------------- | -- | - | - | - | -- | -- | --- | --- | ------------------------------ |
| 1   | Leicester City | 5  | 4 | 1 | 0 | 7  | 1  | +6  | 13  | Avansează în faza eliminatorie |
| 2   | Porto          | 5  | 2 | 2 | 1 | 4  | 3  | +1  | 8   | Avansează în faza eliminatorie |
| 3   | Copenhagen     | 5  | 1 | 3 | 1 | 5  | 2  | +3  | 6   | Trece în Europa League         |
| 4   | Club Brugge    | 5  | 0 | 0 | 5 | 2  | 12 | −10 | 0   |                                |

| Gazdă/Oaspete | LEI | POR | AST | CLU |
| ------------- | --- | --- | --- | --- |
| LEI           | —   | 1-0 | 1-0 | 2-1 |
| POR           | 5-0 | —   | 1-1 | 1-0 |
| AST           | 2-0 | 2-0 | 1-0 | 4-0 |
| CLU           | 0-3 | 1-2 | 0-2 | —   |

### Grupa H
| Loc | Echipa        | MJ | V | E | Î | GM | GP | DG  | Pct | Calificare                     |
| --- | ------------- | -- | - | - | - | -- | -- | --- | --- | ------------------------------ |
| 1   | Juventus      | 5  | 3 | 2 | 0 | 9  | 2  | +7  | 11  | Avansează în faza eliminatorie |
| 2   | Sevilla       | 5  | 3 | 1 | 1 | 7  | 3  | +4  | 10  | Avansează în faza eliminatorie |
| 3   | Lyon          | 5  | 2 | 1 | 2 | 5  | 3  | +2  | 7   | Trece în Europa League         |
| 4   | Dinamo Zagreb | 5  | 0 | 0 | 5 | 0  | 13 | −13 | 0   |                                |

| Gazdă/Oaspete | JUV | SEV | OL  | DZ  |
| ------------- | --- | --- | --- | --- |
| JUV           | —   | 0-0 | 1-1 | 2-0 |
| SEV           | 1-3 | —   | 1-0 | 4-0 |
| OL            | 0-1 | 0-0 | —   | 3-0 |
| DZ            | 0-4 | 0-1 | 0-1 | —   |

## Fazele eliminatorii

### Echipele calificate
| Grupa | Câștigătoarea grupei | Vicecampioana grupei |
| ----- | -------------------- | -------------------- |
| A     | Arsenal              | Paris Saint-Germain  |
| B     | Napoli               | Benfica              |
| C     | Barcelona            | Manchester City      |
| D     | Atlético Madrid      | Bayern München       |
| E     | Monaco               | Bayer Leverkusen     |
| F     | Borussia Dortmund    | Real Madrid          |
| G     | Leicester City       | Porto                |
| H     | Juventus             | Sevilla              |

### Optimi de finală
| Echipa 1            | Scor gen. | Echipa 2          | Tur | Retur |
| ------------------- | --------- | ----------------- | --- | ----- |
| Manchester City     | 6-6 (a)   | Monaco            | 5-3 | 1-3   |
| Real Madrid         | 6-2       | Napoli            | 3-1 | 3-1   |
| Benfica             | 1-4       | Borussia Dortmund | 1-0 | 0-4   |
| Bayern München      | 10-2      | Arsenal           | 5-1 | 5-1   |
| Porto               | 0-3       | Juventus          | 0-2 | 0-1   |
| Bayer Leverkusen    | 2-4       | Atlético Madrid   | 2-4 | 0-0   |
| Paris Saint-Germain | 5-6       | Barcelona         | 4-0 | 1-6   |
| Sevilla             | 2-3       | Leicester City    | 2-1 | 0-2   |

### Sferturi de finală
Tragerea la sorți pentru sferturile de finală a avut loc pe 17 martie 2017. Meciul tur va fi jucat pe 11 și 12 aprilie, iar returul va fi jucat pe 18 și 19 aprilie 2017
| Echipa 1         | Scor gen. | Echipa 2       | Tur | Retur      |
| ---------------- | --------- | -------------- | --- | ---------- |
| Atlético Madrid  | 2-1       | Leicester City | 1-0 | 1-1        |
| Borussia Dormund | 3-6       | Monaco         | 2-3 | 1-3        |
| Bayern München   | 3-6       | Real Madrid    | 1-2 | 2-4(d.p.p) |
| Juventus         | 3-0       | Barcelona      | 3-0 | 0-0        |

### Semifinale
Tragerea la sorți pentru semifinale va avea loc pe 21 aprilie 2017.  Turul se va juca pe 2 și 3 mai, iar returul se va juca pe 9 și 10 mai.
| Echipa 1    | Scor | Echipa 2        | Tur | Retur |
| ----------- | ---- | --------------- | --- | ----- |
| Real Madrid | 4-2  | Atletico Madrid | 3-0 | 1-2   |
| AS Monaco   | 1-4  | Juventus Torino | 0-2 | 1-2   |

## Finala
| Juventus      | 1–4    | Real Madrid                                     |
| ------------- | ------ | ----------------------------------------------- |
| Mandžukić 27' | Raport | - Ronaldo 20', 64' * Casemiro 61' * Asensio 90' |